# 도널드 글러버
도널드 매킨리 글로버(영어: Donald McKinley Glover, 1983년 9월 25일 ~ )는 미국의 배우, 가수이다. 차일디시 감비노(영어: Childish Gambino)라는 이름으로 가수 활동을 하고있다.

## 작품 목록
- 매직 마이크 XXL (2015)
- 마션 (2015)
- 스파이더맨: 홈커밍 (2017)
- 한 솔로: 스타워즈 스토리 (2018) - 랜도 칼리시안 역
- 라이온 킹 (2019) - 심바 역 (목소리)
- 무파사: 라이온 킹 (2024) - 심바 역 (목소리)

## 음반 목록
- Camp (2011)
- Because the Internet (2013)
- "Awaken, My Love!" (2016)
- This is america (2018)